# Zanki Zero: Last Beginning
Zanki Zero: Last Beginning (ザンキゼロ, Zanki Zero) est un jeu vidéo de rôle développé par Lancarse et édité par Spike Chunsoft, sorti en 2018 sur Windows, PlayStation 4 et PlayStation Vita.

## Accueil
- Famitsu : 34/40[1]
- GameSpot : 6/10[2]